# Ladegårdsåen
Ladegårdsåen er en å, der løber fra Damhussøen under Københavns gader og munder ud i Peblingesøen. Den er ukendt for de fleste, da den fra 1896 til 1962 blev lagt i rør. I dag løber åen under Åboulevard og Ågade, der har taget navn herefter.

## Vandløbet
Ladegårdsåen dannede tidligere grænsen mellem København og Frederiksberg. Mens den københavnske åbred omtrent gik i flugt med vandet, lå den frederiksbergske bred højt over vandet, med en række gamle piletræer ludende ud over åen. Parcelbroen forbandt H.C. Ørsteds Vej og Griffenfeldsgade. 
Ladegårdsåens vand kommer bl.a. fra den opdæmmede Damhussø, der ligger 3 meter højere end Søerne i København. Ladegårdsåen løber fra Damhussøens nordøstlige ende langs Grøndalen forbi Flintholm og Grøndal Station. Her kendtes den også som Grøndalsåen. Ved Fuglebakken Station drejer den af og møder Lygteåen, der kommer fra Utterslev Mose og Emdrup Sø (tidligere fra den nu udtørrede Lersø) i nord. Lygteåen har givet navn til vejen Lygten ved Nørrebro Station. Derfra løber Ladegårdsåen ind under Borups Allé, hvor den følger Ågade og Åboulevard ind til Søerne, hvor den løber ud i Peblingesøen ved Søpavillonen. Fra Søerne afledes overskydende vand i rør til Østre Anlæg og derfra videre til kastelsgraven ved Kastellet, for endelig at løbe ud ved Langelinie. Ved Østre Anlæg kan man se vandet løbe ud i den sydligste af de små søer.
Fra Ladegårdsåen udgik udstikkervandløbet Rosenåen, et afløb fra Sankt Jørgens Sø og Ladegårdens voldgrav. Rosenåen løb, hvor Vodroffsvej og Viktoriagade går i dag, og mundede ud ved Kalvebod Strand. Rosenåen blev tildækket i 1860'erne.

## Historie
Ladegårdsåen var opkaldt efter Ladegården, som Christian 4. lod bygge i 1620 som avlsgård. Den lå cirka der, hvor Radiohuset i dag ligger. Ladegårdsåen forsynede i gammel tid byen med drikkevand og sørgede for at holde Søerne med vand, hvilket den stadig gør den dag i dag. I 1897 blev strækningen Søerne – Bülowsvej lagt i rør under den nye gade Åboulevard, og i 1914 fulgte strækningen Bülowsvej – Jagtvej. Den sidste rørlægning fandt sted i 1962 og omfattede strækningen Jagtvej – Kronprinsesse Sofies Vej.
Druknestenen på Åboulevarden – en spids granitsten, der oprindeligt tjente til at måle åens vandstand – blev fundet ved oprensning af åen i 1827. I dag tjener den som monumentet Druknestenen med en inskription til minde om ulykken 27. november 1812, da seks personer i karet kørte i åen ved det skarpe sving fra Bülowsvej ud på Åboulevarden. To af kvinderne omkom, Lise Magnus og Marie Henriques. Bagefter blev der plantet piletræer langs med Ladegårdsåens bred, i håb om at forhindre lignende ulykker langs den mørke, uoplyste vejstrækning. Stenen fik sin nuværende placering ud for nr. 16 i forbindelse med overdækningen af åen i 1897.
Passerede man åen ved Lygtekroen, var man ovre i Nordre Birk, så Nørrebros politibetjente var kendt for iblandt at få gennet lovbrydere over i det andet distrikt, hvor der meget sjældent kom politi. I stedet patruljerede de frygtede gendarmer fra Nørrebros Runddel og op til bygrænsen. Gendarmerikorpset var provisorisk stiftet efter attentatet mod J.B.S. Estrup, og anholdt de en person, måtte han ikke røres. I stedet skulle han gå tre skridt foran, og forsøgte han at løbe, måtte gendarmen ikke løbe efter, men skulle råbe ham an. Standsede han så ikke, skød gendarmen ham med sin karabin. Foruden karabinen var gendarmen bevæbnet med en revolver med 6 skarpe skud, så man kunne se en enkelt gendarm komme med 2-3 mand foran sig.
I dag lever åen en ganske ubemærket tilværelse under en af Københavns mest befærdede gader, men der har på det seneste været ytret ønske fra lokale Nørrebro-beboere om at lægge åen fri igen, ligesom det f.eks. er sket i Århus med Århus Å.

## Forslag om frilægning af Ladegårdsåen
Inspireret af frilægningen af Århus Å har der været forslag om at frilægge Ladegårdsåen. Ifølge forslaget skulle vejen lægges ned i en tunnel, mens åen forløber ovenpå. Tunnelen kunne i nødstilfælde tømmes for biler og bruges til regnvandsafledning ved skybrud. Ifølge en rapport fra Rambøll ville projektet koste 4 milliarder kroner, delvist finansieret af spildevandstakster og klimatilpasningspuljer.

## Eksterne kilder og henvisninger
- Wikimedia Commons har flere filer relateret til Ladegårdsåen
- Flere billeder af Ladegårdsåen Arkiveret 25. juni 2011 hos  Wayback Machine, fra Københavns Museum
- Overdækning af Ladegårdsåen Arkiveret 25. juni 2011 hos  Wayback Machine
- Ladegårdsåen, Danmark kort 24. august 2010 på P1 med Margaret Lindhardt
- 22. aug 2012, ing.dk: København først klar til voldsom regn om 13 år (Webside ikke længere tilgængelig) Citat: "...Af store anlægsprojekter kan nævnes åbning af Ladegårdsåen under Åboulevarden..."
- Kom med under jorden: Direkte under Københavns tætte trafik ligger Ladegårdsåen, video fra røret i 2013.
- »Ladegårdsåen« i Mariendal Kirke, Mariendals Lokalhistorie 6 plakater. Udgivet i anledning af etablering af Mariendal Kirkeplads, 2017. https://bibliotek.dk/materiale/mariendals-lokalhistorie-6-plakater_frederiksberg-stadsarkiv/work-of%3A870970-basis%3A54122608

|  | Denne artikel kan blive bedre, hvis der indsættes geografiske koordinater Denne artikel omhandler et emne, som har en geografisk lokation. Du kan hjælpe ved at indsætte koordinater i wikidata. |